# Jodprophylaxe

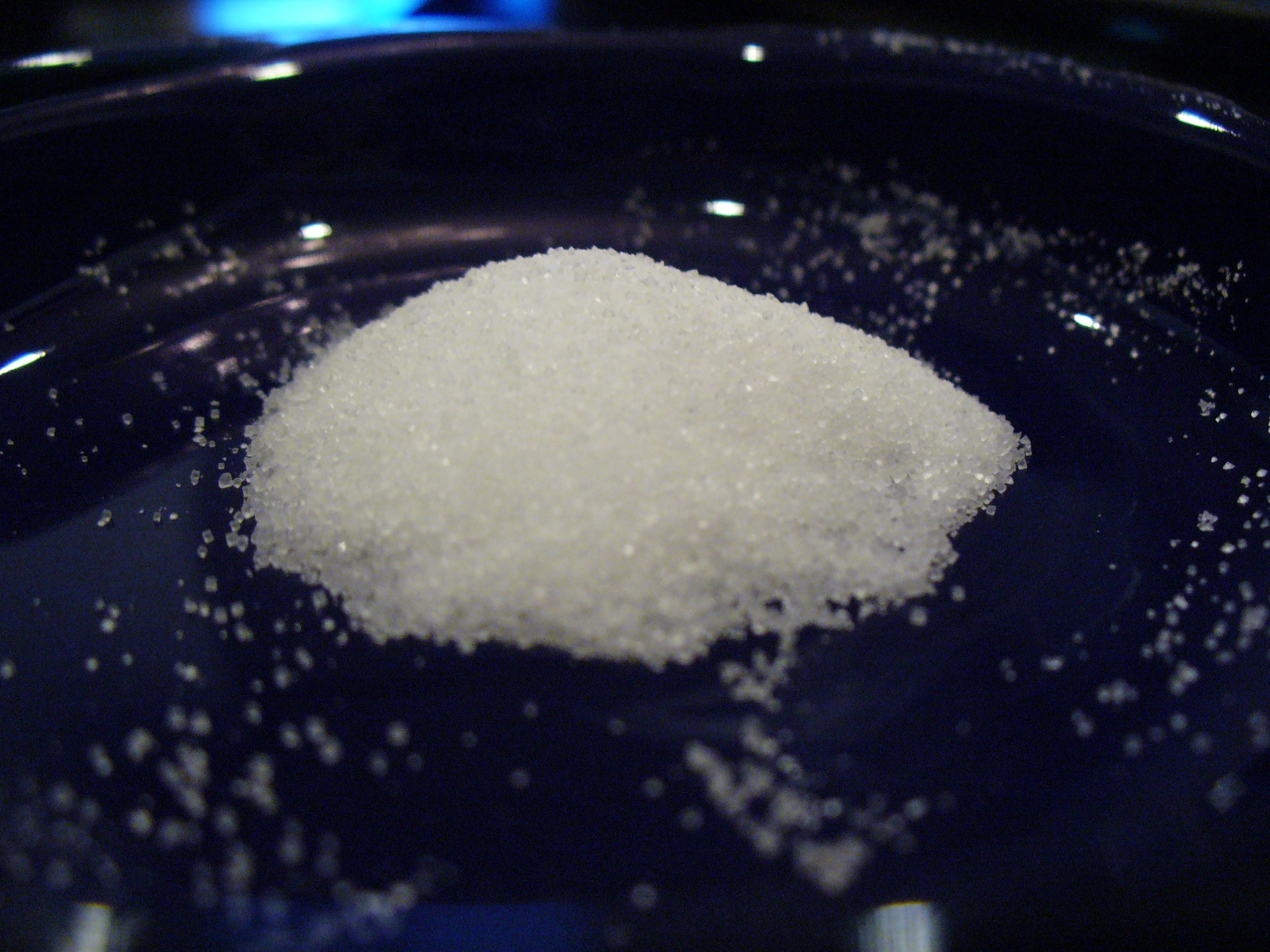
Jodsalz ist das wichtigste Mittel zur Jodprophylaxe.

Jodprophylaxe bezeichnet die Anreicherung von Lebens- und Futtermitteln mit Jod in Form von Jodsalz zur Bekämpfung von Jodmangel-Erscheinungen. Die mögliche Schutzmaßnahme bei einem schweren kerntechnischen Unfall wird hingegen als Iodblockade bezeichnet.

## Hintergrund
Siehe auch: Biologische Bedeutung des Jods.
Das essentielle Spurenelement Jod wird für die Produktion der Schilddrüsenhormone Thyroxin und Trijodthyronin benötigt. Der menschliche Körper enthält zwischen 10 und 30 µg Jod, wovon etwa 80 % in der Schilddrüse vorkommen. Die Schilddrüsenhormone regulieren Stoffwechsel, Wachstum und Entwicklung. Ein Jodmangel kann zu kindlichen Entwicklungsstörungen (Kretinismus), Vergrößerung der Schilddrüse, Kropf- (Struma) und Knotenbildung führen. Umgekehrt kann ein Überangebot an Jod zu Beeinträchtigungen und Schädigungen führen.

## Geschichte

### Schweiz
Ab 1918 führte der Schweizer Arzt Otto Bayard in den Gemeinden seines Praxisgebietes des Nikolaitals ein durch eine richtig dosierte Beimischung von Jodkali zum Speisesalz jodiertes Salz ein und zeigte, dass sich damit die Entwicklungsstörungen, die Vergrößerung der Schilddrüse, die Kropf- und Knotenbildung ohne unerwünschte Beeinträchtigungen und Schädigungen erfolgreich behandeln lassen.
Darauf aufbauend empfahl die im Jahre 1922 durch das Bundesamt für Gesundheit gegründete Schweizerische Kropfkommission der Bevölkerung und den fünfundzwanzig kantonalen Behörden den Gebrauch jodhaltigen Speisesalzes, wobei sie auf Basis dieser empirischen Studien die Menge des Jodkalizusatzes zum Speisesalz bestimmte. Die in den folgenden Jahren gesamtschweizerisch durchgesetzte Einführung einer strukturierten Jodprophylaxe nach Bayard hatte weltweiten Pioniercharakter.
Im Jahr 2021 empfahlen das Bundesamt für Lebensmittelsicherheit und Veterinärwesen und Agroscope der Schweizer Käsebranche die Verwendung von jodiertem Speisesalz.

### Österreich
In Österreich wird dem Speisesalz seit 1963 Jod zugesetzt. Am 15. November 2005 wurde eine diesbezügliche Anfrage an Maria Rauch-Kallat, die damalige Bundesministerin für Gesundheit und Frauen, dass der Schweizer Lebensmittelkonzern Nestlé in China Babymilchprodukte vom Markt nahm, weil sie für die dortigen Verhältnisse einen zu hohen Jodgehalt hatten, wie folgt beantwortet: „Da Österreich als Jodmangelgebiet gilt, ist es kaum möglich, durch die bei uns übliche Ernährung bedenkliche Jodmengen aufzunehmen. Das gilt auch für den Konsum von Lebensmitteln, welche mit jodiertem Salz zubereitet wurden, da die zugesetzte Jodmenge gering ist. Patientinnen und Patienten mit Erkrankungen, bei denen eine überhöhte Jodzufuhr zu vermeiden ist, ist daher nur zu raten, den Verzehr von Lebensmitteln, die von Natur aus einen hohen Jodgehalt haben (z. B. Fisch, Meeresfrüchte) einzuschränken sowie jodhaltige Nahrungsergänzungsmittel zu meiden. Bedingt durch die Anreicherung von Futtermitteln mit Jod können auch Milch, Milchprodukte und Eier einen relativ hohen Jodgehalt haben, sodass betroffenen Personen empfohlen werden kann, bei Auftreten von spezifischen Beschwerden und nach Analyse der Essgewohnheiten den Verzehr dieser Produkte zu vermindern.“

### Deutschland
Jodsalz war in Deutschland seit 1959 verfügbar. Es wurde zunächst ausschließlich als diätetisches Lebensmittel bei vorliegenden Schilddrüsenerkrankungen aufgrund von Jodmangel eingesetzt. Nachdem die WHO Deutschland als Jodmangelgebiet eingestuft hatte, begann 1981 eine breit angelegte sogenannte Jodprophylaxe: Zur Vermeidung von Schilddrüsenerkrankungen sollte die Bevölkerung flächendeckend zusätzlich mit Jod versorgt werden. Bis dato enthielten Jod-Salzverpackungen den Aufdruck „nur bei ärztlich festgestelltem Jodmangel“, der nun gestrichen wurde.
Um die gesellschaftliche Akzeptanz für die Jodprophylaxe zu erhöhen, wurde 1984 durch Präsidiumsmitglieder der Sektion Schilddrüse der Deutschen Gesellschaft für Endokrinologie und der Deutschen Gesellschaft für Ernährung e. V. (DGE) der „Arbeitskreis Jodmangel“ gegründet. Finanzielle Unterstützung erhält der Arbeitskreis von Unternehmen der deutschen Salzindustrie und den pharmazeutischen Herstellern von Jodtabletten.
Seit Ende der 1980er Jahre galt Jodsalz als Lebensmittel des allgemeinen Verzehrs. Fortan kam es in der Lebensmittelherstellung, Gastronomie und Gemeinschaftsverpflegung zum Einsatz. Seit 1993 wurde jodiertes Pökelsalz flächendeckend für die Wurst- und Fleischwarenherstellung verwendet. Später entfiel die Deklarationspflicht für unverpackte Lebensmittel wie Brot, Backwaren oder Wurst. Seit 1995 wurden auch die Mineralfuttergemische für Vieh und Geflügel in der konventionellen Nutztierzucht wie auch im Bio-Bereich jodiert. 1996 führte die Bundeszentrale für gesundheitliche Aufklärung (BZgA) das Jodsiegel („Gesünder mit Jodsalz“) ein.
2006 reduzierte die EU die Höhe der erlaubten Jodzusätze für Viehfutter von Milchkühen und Legehennen von 10 mg auf 5 mg Jod pro kg Futtermittel, für alle übrigen Tierarten (z. B. Schweine, Mastgeflügel) auf maximal 10 mg pro kg Futtermittel.
2007 hob die WHO die Einstufung Deutschlands als Jodmangelgebiet auf. Das Bundesinstitut für Risikobewertung (BfR) bezeichnete 2012 Deutschland weiterhin als Jodmangelregion. Die in Lebensmitteln natürlicherweise enthaltenen Jodkonzentrationen reichten daher nicht aus, eine Jodprophylaxe sei weiterhin erforderlich. Ebenfalls Anfang 2013 konstatierte die DGE, dass sich die Jodversorgung von Schulkindern zwar seit den 1990er Jahren zunächst verbessert habe, seit 2004 aber rückläufig sei. Mögliche Ursache sei der verringerte Einsatz von Jodsalz in der Lebensmittelproduktion: Geschätzt weniger als 30 % der Nahrungsmittelhersteller setzten Jodsalz ein. Als Gründe seitens der Salzproduzenten wurden genannt: Handelshemmnisse auf EU-Ebene, Billigimporte von nicht jodiertem Speisesalz und nicht jodierten Fertigprodukten sowie Preisunterschiede zwischen jodiertem und nicht jodiertem Speisesalz. Die DGE schlug vor, den Jodgehalt von industriell und handwerklich verwendetem Speisesalz zu erhöhen.

## Kritik und Anerkennung
Bei einigen Menschen kann es zu Jodunverträglichkeit kommen. Zudem wird ein Zusammenhang zwischen Jodzufuhr und Autoimmunerkrankungen der Schilddrüse wie Morbus Basedow und Hashimoto-Thyreoiditis vermutet.
Dem Arbeitskreis Jodmangel zufolge stellt die Jodprophylaxe kein gesundheitliches Risiko dar. Auch Patienten mit Schilddrüsenerkrankungen bereite die zusätzliche Jodaufnahme keine Probleme, ebenso wenig Jod-Allergikern.